# Ajinomoto Field Nishigaoka
El Ajinomoto Field Nishigaoka (en japonés: 味の素フィールド西が丘) es un estadio de fútbol ubicado en la ciudad de Kita, Tokio.

## Historia
Fue construido en 1969 e inaugurado tres años después con el nombre Nishigaoka Soccer Stadium (en japonés: 国立西が丘サッカー場), nombre que tuvo hasta mayo de 2012 luego de que Ajinomoto adquiriera los derechos del nombre. Fue el primer estadio hecho para el fútbol en Japón.
El The Ajinomoto Field Nishigaoka cuenta con capacidad para 7,137 espectadores y actualmente es la sede del equipo de la J3 League FC Tokyo U-23 y a vece lo utiliza el Tokyo Verdy.

## Eventos
Fue utilizado por la selección nacional de fútbol en la victoria por 5-0 ante Indonesia el 11 de junio de 1989 en la clasificación de AFC para la Copa Mundial de Fútbol de 1990.